# Dama de Neuville
La Dama de Neuville (en francés: Madame de Neuville-en-Artois; fallecida en 1228) fue la emperatriz consorte de Roberto de Courtenay, emperador latino de Constantinopla. Su primer nombre es desconocido, aunque una serie de genealogías le han asignado el nombre de Eudoxia. El nombre es posiblemente una confusión con Eudokia Láscarina, una dama anteriormente prometida a Roberto cuyo nombre es latinizado a Eudoxia.

## Familia
Según el continuador de Guillermo de Tiro, una continuación del siglo XIII de la crónica de Guillermo de Tiro, la Dama fue la hija de Balduino de Neuville en Artois. Su madre es mencionada pero no su nombre. Su ascendencia todavía es desconocida, aunque se presume que era francesa.

## Emperatriz
Roberto de Courtenay había sido coronado emperador el 25 de marzo de 1221. Según Jorge Acropolita estaba comprometido con Eudoxia Láscarina en 1222. Eudoxia fue la hija de Teodoro I Láscaris y Ana Comnena Angelina. Eudoxia era también la hermana más joven, tanto de Irene Láscarina, esposa de Juan III Ducas Vatatzés y María Láscarina, esposa de Bela IV de Hungría. Sin embargo, el matrimonio fue rechazado por el patriarca Manuel I de Constantinopla por motivos de consanguinidad, aunque en realidad no esteban estrechamente relacionados por sangre. Eudoxia era la hijastra de María de Courtenay, que fue la tercera esposa de Teodoro I y hermana de Roberto.  Eudoxia ya estaba presente en Constantinopla. Había sido llevada allí por sus tíos paternos Alejo Láscaris e Isaac Láscaris que habían dejado el Imperio de Nicea después de la muerte de Teodoro I. Ambos tíos se incorporaron al servicio militar del Imperio latino. Según Acropolita, co-lideraron una fuerza latina en Bitinia durante 1224. Fueron derrotados por su pariente Juan III Ducas Vatatzés, capturados y cegados.
Por alguna razón el contrato de matrimonio con Eudoxia nunca fue terminado. De acuerdo con Albéric de Trois-Fontaines, Eudoxia estaba comprometida (o casada) con Federico II de Austria en 1226. El contrato matrimonial se rompió o se anuló el matrimonio en 1229, cuando Federico se casó con Inés de Merania, hija de Otón I, duque de Merania, y de su esposa Beatriz II de Borgoña. Eudoxia se casó con Ansel de Cayeux, chambelán del Imperio latino.
Roberto permaneció soltero hasta cerca de 1227. Según el continuador de Guillermo de Tiro, Roberto y la Dama de Neuville se casaron en secreto, a pesar de que ya era la novia de un caballero borgoñón. Tanto la nueva esposa del emperador y su madre fueron colocadas en una casa de campo propiedad de Roberto. El no identificado caballero borgoñón de alguna manera se enteró y se dice que organizó una conspiración contra Roberto y su nueva esposa. Los caballeros de Constantinopla tomaron parte en la conspiración procediendo a capturar a la emperatriz y su madre. Los labios y las narices de ambas mujeres fueron cortados y arrojados al mar.
Roberto dejó Constantinopla después del ataque, buscando la ayuda del papa Gregorio IX en el restablecimiento de su autoridad. En su viaje de regreso de Roma, Roberto visitó la corte de Godofredo II de Villehardouin del Principado de Acaya. Allí cayó enfermo y murió. Nunca regresó a Constantinopla. Su matrimonio no tuvo hijos. Si la Dama sobrevivió a su mutilación, es incierto. Sin embargo, ella no vuelve a reaparecer en las fuentes.